# 兗煤澳大利亞
兗煤澳大利亞有限公司，簡稱兗煤澳大利亞、兗煤澳洲（英語：YANCOAL AUSTRALIA LIMITED，ASX：YAL、港交所：3668），於2004年由兗州煤業股份有限公司，收購多家澳大利亞煤礦產地資產而設。
董事長為張寶才，首席執行官為David Moult。總部位於Level 18, Darling Park Tower 2, Sussex Street Sydney NSW 2000，在2011年12月中，原兗礦澳大利亞以每股GCL股票換取1股合併公司股票，另加每股3.2澳元現金方式收購格羅斯特（Gloucester Coal），涉資21億澳元，已被當局批准合併。
而該公司則在2012年6月28日於澳大利亞證券交易所上市，已成為第101家上市公司。
2018年12月在香港交易所上市，招股定價為每股23.48港元。

## 連結
- Yancoal.com.au （页面存档备份，存于）